# Svenska mästerskapen i banhoppning inomhus 2023
Svenska mästerskapen i banhoppning inomhus 2023 arrangerades av Borås fältrittklubb i Borås som ett samlat mästerskap i banhoppning både för ponny och häst mellan den 1 november till 5 november 2023 för ponny och mellan 9 och 12 november för häst. Banbyggare var Henk Linders för häst och Sara Brink för ponny.

## Resultat
| Placering | Ryttare         | Häst               | Klubb               |
| --------- | --------------- | ------------------ | ------------------- |
| 1         | Linda Heed      | Skylander VS (SWB) | Södertälje ridklubb |
| 2         | Linn Widmark    | Capitola (SWB)     | Billdals ridklubb   |
| 3         | Amanda Eriksson | Folsom (SWB)       | Åby ridklubb        |

| Placering | Ryttare          | Häst                   | Klubb                      |
| --------- | ---------------- | ---------------------- | -------------------------- |
| 1         | Philip Svitzer   | Alida Nike             | Helsingborgs fältrittklubb |
| 2         | Felicia Larsson  | K&T Debbie Harry (SWB) | Nääs hästsportförening     |
| 3         | Josephine Olsson | All I Got Is U (SWB)   | Nääs hästsportförening     |

| Placering | Ryttare              | Häst               | Klubb                        |
| --------- | -------------------- | ------------------ | ---------------------------- |
| 1         | Liam Nilsson         | Zäta C (SWB)       | Helsingborgs fältrittklubb   |
| 2         | Elvira Aaby-Ericsson | Pickachu ter Elzen | Växjöortens fältrittklubb    |
| 3         | Linn Arvidsson       | Glenmorangie (SWB) | Halmstad sportryttarförening |

| Placering | Ryttare          | Häst        | Klubb                        |
| --------- | ---------------- | ----------- | ---------------------------- |
| 1         | Hedda Brunes     | X-it        | Grevagårdens ryttarförening  |
| 2         | Nikki Andersson  | K&T Cabaque | Hagens ridsportförening      |
| 3         | Thilde Söderberg | Cannavaro   | Örebro ryttarteam föreningen |

| Placering | Ryttare                 | Häst               | Klubb                       |
| --------- | ----------------------- | ------------------ | --------------------------- |
| 1         | Ellen Hammarström       | Ocean Des As       | Österlens ridklubb          |
| 2         | Selma Gustafsson Thelin | Barravalley shadow | Jump Club ridsportförening  |
| 3         | Joline Nilsson          | Vadas Billy        | Söderköpings ryttarsällskap |

| Placering | Ryttare          | Häst                  | Klubb                                |
| --------- | ---------------- | --------------------- | ------------------------------------ |
| 1         | Jonathan Hansson | Unsphinx D'hurl 'Vent | Flyinge ryttarförening               |
| 2         | Kellie Räsänen   | Eastwood de Circee    | Föreningen trollhättans sportryttare |
| 3         | Amanda Eliasson  | High Hill Machine     | Vetlandaortens ryttarförening        |

| Placering | Ryttare          | Häst               | Klubb                  |
| --------- | ---------------- | ------------------ | ---------------------- |
| 1         | Astrid Kaczynski | Lavally Sam        | Hittarps ridklubb      |
| 2         | Adam Hammarström | Tullohea Minnie    | Österlens ridklubb     |
| 3         | Jonathan Hansson | Stald Fox's Mr Fox | Flyinge ryttarförening |